# Ossiannilssonola mcateei
Ossiannilssonola mcateei är en insektsart som beskrevs av Erhard Christian 1953. Ossiannilssonola mcateei ingår i släktet Ossiannilssonola och familjen dvärgstritar. Inga underarter finns listade i Catalogue of Life.